# The Infamous Mobb Deep
The Infamous Mobb Deep è l'ottavo album in studio del duo hip hop statunitense Mobb Deep, pubblicato nel 2014.

## Tracce
Mobb Deep
1. Taking You Off Here – 3:23
2. Say Something – 4:00
3. Get Down (featuring Snoop Dogg) – 4:24
4. Dirt – 2:52
5. Timeless – 4:25
6. All a Dream (featuring The Lox) – 5:06
7. Low (featuring Mack Wilds) – 3:27
8. Murdera – 3:25
9. Check the Credits – 3:06
10. Gimme All That – 3:31
11. Legendary (featuring Bun B & Juicy J) – 4:01
12. Lifetime – 3:06
13. My Block – 2:07
14. Henny (featuring  French Montana, Mack Wilds & Busta Rhymes) – 3:41
15. Conquer – 3:22
16. Waterboarding – 3:34
17. Get It Forever (featuring Nas) – 3:58

The 1994 Infamous Sessions
1. Eye for an Eye (featuring Nas, Raekwon & Ghostface Killah) – 6:48
2. Skit (featuring Raekwon & Nas) – 2:31
3. Get It In Blood (featuring Infamous Mobb) – 5:33
4. Gimme the Goods (featuring Big Noyd) – 5:19
5. If It's Alright (featuring Big Noyd) – 5:12
6. Skit Mobb Deep 1995 – 1:25
7. Survival of the Fittest (Extended Remix) (featuring Crystal Johnson) – 5:15
8. Temperature's Rising (Remix) (featuring Crystal Johnson) – 5:19
9. The Bridge (featuring Big Noyd) – 5:35
10. Skit (featuring Big Noyd) – 1:52
11. The Money (featuring Killer Black & Karate Joe) – 7:16
12. The Money (Version 2) – 4:33
13. We About to Get Hectic (featuring Twin Gambino) – 4:47
14. The Infamous – 4:03

## Formazione
- Havoc – voce
- Prodigy – voce